# Lijst van rijksmonumenten in Voorschoten
De plaats Voorschoten telt 102 inschrijvingen in het rijksmonumentenregister. Hieronder een overzicht. 
| Object | Oorspronkelijke functie?  | Bouwjaar                                                  | Architect                        | Locatie | Coördinaten?                 | Nr.?   | Afbeelding                                                                                  |
| --- | ------------------------- | --------------------------------------------------------- | -------------------------------- | --- | ---------------------------- | ------ | ------------------------------------------------------------------------------------------- |
| Adegeest. Boerderij. Wit gepleisterd rechthoekig woonhuis. Laag dwarshuis voor bedrijfsgedeelte                                                         | Boerderij                 |                                                           |                                  | Bachlaan 20 / Bachlaan 22                                                                                           | 52° 7' 55" NB, 4° 26' 55" OL | 37984  | Meer afbeeldingen                                                                           |
| Boerderij "Lindenhoeve". Langhuis met topgevel en opkamer. Rieten dak. Nieuw bedrijfsgebouw                                                             | Boerderij                 | 17e eeuw                                                  |                                  | Lindepad 1 | 52° 7' 17" NB, 4° 26' 50" OL | 37985  | Boerderij "Lindenhoeve". Langhuis met topgevel en opkamer. Rieten dak. Nieuw bedrijfsgebouw |
| Boerderij, dwarshuistype met hoge opkamer. In 1928 na brand grondig hersteld                                                                            | Boerderij                 | 1564                                                      |                                  | Donklaan 80, 80a | 52° 7' 50" NB, 4° 26' 14" OL | 37986  | Meer afbeeldingen                                                                           |
| Voormalige boerderij; nogal verbouwd. Gepleisterd. Deels nog met rieten bedaking                                                                        | Boerderij                 |                                                           |                                  | Essenlaan 3, 5, 7                                                                                                   | 52° 7' 9" NB, 4° 26' 35" OL  | 37988  | Meer afbeeldingen                                                                           |
| "Haagwijk", laag gebouw aan Wetering gelegen | Boerderij                 | vroeg 17e eeuw                                            |                                  | Haagwijk 4, 6 | 52° 6' 11" NB, 4° 25' 30" OL | 37989  | Meer afbeeldingen                                                                           |
| Koepel Allemansgeest, theeschenkerij aan de Vliet | Horeca                    |                                                           |                                  | Hofweg 55 | 52° 7' 59" NB, 4° 28' 7" OL  | 37990  | Meer afbeeldingen                                                                           |
| Toren van de Nederlands Hervormde Kerk | Kerk en kerkonderdeel     | 1539                                                      |                                  | Kerkplein 2 | 52° 7' 30" NB, 4° 26' 47" OL | 37993  | Meer afbeeldingen                                                                           |
| Boerderij met opkamer. Fraai dwarshuistype zonder gevel                                                                                                 | Boerderij                 | 17e eeuw                                                  |                                  | Kniplaan 3 | 52° 6' 32" NB, 4° 25' 52" OL | 37994  | Meer afbeeldingen                                                                           |
| Boerderij "Nooit gedacht", dwarstype met topgevel en opkamer                                                                                            | Boerderij                 |                                                           |                                  | Leidseweg 519 | 52° 8' 47" NB, 4° 27' 46" OL | 37996  | Meer afbeeldingen                                                                           |
| Ter Wadding. Rechthoekig landhuis. Gebeeldhouwd houten opzetstuk en het kapelletje op het dak afkomstig van Adegeest, landschappelijk park              | Handel en kantoor         | 18e eeuw                                                  |                                  | Leidseweg 557 | 52° 8' 57" NB, 4° 27' 43" OL | 37997  | Meer afbeeldingen                                                                           |
| Sint-Laurentiuskerk | Kerk en kerkonderdeel     | 1866-1868                                                 | Th. Asseler                      | Leidseweg 98 | 52° 7' 48" NB, 4° 27' 19" OL | 37998  | Meer afbeeldingen                                                                           |
| Boerderij met steen: "dit huis is van outs genaamd de Hoogkamer 1651". Topgevel met dwars op het woonhuis vleugel met topgevel, zomerhuis. Langhuistype | Boerderij                 | 1651                                                      |                                  | De Hoogkamer 2 | 52° 8' 9" NB, 4° 27' 56" OL  | 37999  | Meer afbeeldingen                                                                           |
| Gepleisterd pand, met afgeknotte gevel | Boerderij                 |                                                           |                                  | Molenlaan 3 | 52° 7' 30" NB, 4° 26' 51" OL | 38000  | Meer afbeeldingen                                                                           |
| Pand met topgevel | Boerderij                 | 17e eeuw                                                  |                                  | Molenlaan 5 | 52° 7' 30" NB, 4° 26' 51" OL | 38001  | Meer afbeeldingen                                                                           |
| Woongedeelte van een boerderij met opkamer. Langhuistype                                                                                                | Boerderij                 | 17e eeuw                                                  |                                  | Oude Adegeesterlaan 1                                                                                               | 52° 7' 49" NB, 4° 26' 50" OL | 38002  | Meer afbeeldingen                                                                           |
| Nederlands Hervormde Pastorie | Woonhuis                  | 17e eeuw                                                  |                                  | S.W. Churchillweg 2                                                                                                 | 52° 7' 32" NB, 4° 26' 55" OL | 38003  | Meer afbeeldingen                                                                           |
| Pand, bestaande uit voorhuis onder half zadeldak met schildvormige beëindiging                                                                          | Woonhuis                  | 16e/17e eeuw                                              |                                  | Treubstraat 21 en 23                                                                                                | 52° 7' 31" NB, 4° 26' 51" OL | 38004  | Meer afbeeldingen                                                                           |
| Lage lange gevel met op de hoek een topgevel, en opzij de opkamer                                                                                       | Woonhuis                  | 17e eeuw                                                  |                                  | Treubstraat 30, 31 en 33                                                                                            | 52° 7' 30" NB, 4° 26' 50" OL | 38005  | Meer afbeeldingen                                                                           |
| Mariahoeve | Boerderij                 | ouder dan 1730                                            |                                  | Veurseweg 125 | 52° 6' 57" NB, 4° 26' 22" OL | 38006  | Meer afbeeldingen                                                                           |
| Grauw gepleisterde boerderij; dwarshuistype met twee topgevels en hoge opkamer                                                                          | Boerderij                 | 17e eeuw                                                  |                                  | Veurseweg 215 | 52° 6' 46" NB, 4° 26' 6" OL  | 38007  | Meer afbeeldingen                                                                           |
| Boerderij onder topgevel, en opkamer, ramen kleine roeden en driekwartluiken, terzijde karmolen, bedrijfsgedeelte. Dwarshuistype                        | Boerderij                 | 19e eeuw (bedrijfsgedeelte)                               |                                  | Gen. Spoorlaan 24                                                                                                   | 52° 7' 19" NB, 4° 25' 57" OL | 38008  | Meer afbeeldingen                                                                           |
| "Bijdorp". Inrijhek met zware pijlers, potten met wapens en smeedijzeren hekken                                                                         | Erfscheiding              |                                                           |                                  | Veurseweg bij 3 | 52° 7' 15" NB, 4° 26' 45" OL | 38011  | Meer afbeeldingen                                                                           |
| Boerderij welke in goede staat bewaard is gebleven met opkamer, dwarstype                                                                               | Boerderij                 | 17e eeuw                                                  |                                  | Vliet en Wegen 1 en 3                                                                                               | 52° 6' 25" NB, 4° 25' 50" OL | 38014  | Meer afbeeldingen                                                                           |
| IJzeren pomp door lantaarn bekroond. Lantaarns | Pomp                      |                                                           |                                  | Voorstraat ong. | 52° 7' 27" NB, 4° 26' 43" OL | 38015  | IJzeren pomp door lantaarn bekroond. Lantaarns                                              |
| Boerderij met lage Louis seize gevel, verhoogde middenpartij en getande kroonlijsten. Zaaltje met toile peinte                                          | Boerderij                 |                                                           |                                  | Voorstraat 11, Kerkpad 2 en 4                                                                                       | 52° 7' 29" NB, 4° 26' 48" OL | 38016  | Meer afbeeldingen                                                                           |
| Gepleisterd pand onder zadeldak | Woonhuis                  |                                                           |                                  | Voorstraat 13 | 52° 7' 28" NB, 4° 26' 48" OL | 38017  | Meer afbeeldingen                                                                           |
| Boerderij met topgevel en houten gekartelde daklijsten                                                                                                  | Boerderij                 | midden 19e eeuw                                           |                                  | Voorstraat 31 | 52° 7' 26" NB, 4° 26' 45" OL | 38018  | Boerderij met topgevel en houten gekartelde daklijsten                                      |
| Laag huis met rechte lijstgevel | Boerderij                 | 19e eeuw                                                  |                                  | Voorstraat 33 | 52° 7' 26" NB, 4° 26' 44" OL | 38019  | Meer afbeeldingen                                                                           |
| Pand met rechte kroonlijst | Woonhuis                  | laatste helft 19e eeuw                                    |                                  | Voorstraat 37 | 52° 7' 25" NB, 4° 26' 44" OL | 38020  | Meer afbeeldingen                                                                           |
| Pand met gepleisterde gevel onder rechte kroonlijst | Woonhuis                  | 19e eeuw                                                  |                                  | Voorstraat 39 | 52° 7' 25" NB, 4° 26' 43" OL | 38021  | Meer afbeeldingen                                                                           |
| Pand met topgevel | Woonhuis                  | 18e eeuw                                                  |                                  | Voorstraat 41 | 52° 7' 25" NB, 4° 26' 42" OL | 38022  | Meer afbeeldingen                                                                           |
| Gepleisterd laag huis met rechte kroonlijst | Woonhuis                  |                                                           |                                  | Voorstraat 51 | 52° 7' 24" NB, 4° 26' 40" OL | 38023  | Meer afbeeldingen                                                                           |
| Burgemeestershuis; tussen metselwerk natuurstenen banden. Rechte kroonlijsten. Voordeur in trapgevel Ambachtshuis                                       | Werk-woonhuis             | 17e eeuw                                                  |                                  | Voorstraat 12 | 52° 7' 28" NB, 4° 26' 46" OL | 38024  | Meer afbeeldingen                                                                           |
| Ambachtshuis. Bovendeel aan de straatzijde in de 19e eeuw sterk vernieuwd, goede achtergevel                                                            | Woonhuis                  | 1635                                                      |                                  | Voorstraat 14 | 52° 7' 28" NB, 4° 26' 45" OL | 38025  | Meer afbeeldingen                                                                           |
| Laag pand onder zadeldak met rechte gootlijst. Dakkapel. Vormt een geheel met het buurnummer 38                                                         | Woonhuis                  |                                                           |                                  | Voorstraat 36 | 52° 7' 26" NB, 4° 26' 42" OL | 38026  | Meer afbeeldingen                                                                           |
| Laag pand onder zadeldak met rechte gootlijst. Vormt een geheel met het buurnummer 36                                                                   | Woonhuis                  |                                                           |                                  | Voorstraat 38 | 52° 7' 26" NB, 4° 26' 42" OL | 38028  | Meer afbeeldingen                                                                           |
| Pand met ingezwenkte topgevel | Woonhuis                  |                                                           |                                  | Voorstraat 40 | 52° 7' 26" NB, 4° 26' 41" OL | 38029  | Meer afbeeldingen                                                                           |
| Pand onder afgeknotte topgevel met wolfeinde | Woonhuis                  |                                                           |                                  | Voorstraat 42 | 52° 7' 26" NB, 4° 26' 41" OL | 38030  | Meer afbeeldingen                                                                           |
| Pand met rechte kroonlijst | Woonhuis                  |                                                           |                                  | Voorstraat 48 | 52° 7' 25" NB, 4° 26' 40" OL | 38031  | Meer afbeeldingen                                                                           |
| Pand met afgeknotte top | Woonhuis                  |                                                           |                                  | Voorstraat 50 | 52° 7' 25" NB, 4° 26' 40" OL | 38032  | Meer afbeeldingen                                                                           |
| Boerderij "woelwijk", gemetselde bogen boven de vensters. Twee naast elkaar gelegen topgevels. Opkamer                                                  | Boerderij                 | 17e eeuw                                                  |                                  | Woelwijklaan 11 | 52° 7' 18" NB, 4° 26' 15" OL | 38033  | Meer afbeeldingen                                                                           |
| Knipmolen | Industrie- en poldermolen | 1814                                                      |                                  | Kniplaan/Veurseweg ong.                                                                                             | 52° 6' 19" NB, 4° 25' 60" OL | 38034  | Meer afbeeldingen                                                                           |
| Huis Berbice | Kasteel, buitenplaats     | 1674                                                      |                                  | Leidseweg 221 | 52° 8' 4" NB, 4° 27' 43" OL  | 414856 | Meer afbeeldingen                                                                           |
| Tuinaanleg Berbice | Tuin, park en plantsoen   | 17e/18e/19e eeuw                                          |                                  | Leidseweg bij 221                                                                                                   | 52° 8' 4" NB, 4° 27' 43" OL  | 414857 | Tuinaanleg Berbice                                                                          |
| Toegangsbrug waarop ijzeren hek met balustrade | Tuin, park en plantsoen   | einde 17e of 18e eeuw                                     |                                  | Leidseweg nabij 221                                                                                                 | 52° 8' 5" NB, 4° 27' 46" OL  | 414858 | Toegangsbrug waarop ijzeren hek met balustrade                                              |
| Portierswoning Berbice | Bijgebouwen kastelen enz. | 1893                                                      |                                  | Leidseweg 223 | 52° 8' 5" NB, 4° 27' 46" OL  | 414859 | Meer afbeeldingen                                                                           |
| Retranchementen-muur Berbice | Tuin, park en plantsoen   | ca.1700                                                   |                                  | Leidseweg tegenover 225                                                                                             | 52° 8' 7" NB, 4° 27' 39" OL  | 414860 | Retranchementen-muur Berbice                                                                |
| Oranjerie Berbice | Bijgebouwen kastelen enz. | Tussen 1688 en 1695                                       | Pieter de la Court van der Voort | Leidseweg 225 | 52° 8' 12" NB, 4° 27' 38" OL | 414861 | Meer afbeeldingen                                                                           |
| Tuinmuur ten noordoosten van de oranjerie van Berbice                                                                                                   | Erfscheiding              | Laat-17e-eeuws                                            |                                  | Leidseweg bij 225                                                                                                   | 52° 8' 12" NB, 4° 27' 38" OL | 414862 | Tuinmuur ten noordoosten van de oranjerie van Berbice                                       |
| Tuinmuur ten zuiden van de oranjerie van Berbice | Erfscheiding              | Laat-17e-eeuws                                            |                                  | Leidseweg bij 225                                                                                                   | 52° 8' 12" NB, 4° 27' 38" OL | 414863 | Tuinmuur ten zuiden van de oranjerie van Berbice                                            |
| Koetsierswoning, koetshuis en paardenstal | Bijgebouwen kastelen enz. | 1856                                                      |                                  | Benvenutolaan 8 en 10                                                                                               | 52° 8' 5" NB, 4° 27' 33" OL  | 414864 | Koetsierswoning, koetshuis en paardenstal                                                   |
| Hardstenen Lodewijk XVI postament Berbice | Gedenkteken               | 18e-eeuws                                                 |                                  | Leidseweg bij 221                                                                                                   | 52° 8' 10" NB, 4° 27' 36" OL | 414865 | Hardstenen Lodewijk XVI postament Berbice                                                   |
| Pijlers met hekwerk Berbice | Erfscheiding              | 18e-eeuws                                                 |                                  | Leidseweg bij 221                                                                                                   | 52° 8' 4" NB, 4° 27' 43" OL  | 414866 | Pijlers met hekwerk Berbice                                                                 |
| Houten brug Berbice | Tuin, park en plantsoen   | 19e eeuw                                                  |                                  | Leidseweg nabij 219-221                                                                                             | 52° 8' 4" NB, 4° 27' 43" OL  | 414867 | Houten brug Berbice                                                                         |
| Voormalig pand Koninklijke Van Kempen & Begeer | Industrie                 | 1858                                                      | J.J. Warnaar                     | Leidseweg 219 | 52° 8' 3" NB, 4° 27' 39" OL  | 46973  | Meer afbeeldingen                                                                           |
| Kasteel Duivenvoorde | Kasteel, buitenplaats     | 13e eeuw (oorsprong) 1631 (verbouwing)                    |                                  | Laan van Duivenvoorde 4                                                                                             | 52° 6' 41" NB, 4° 25' 3" OL  | 46975  | Meer afbeeldingen                                                                           |
| Kasteel Duivenvoorde: Toegangsweg naar het kasteel. Terras met bruggen.                                                                                 | Tuin, park en plantsoen   | 1840                                                      | Thomas J. Donaldson              | Laan van Duivenvoorde bij 4                                                                                         | 52° 6' 41" NB, 4° 25' 3" OL  | 46976  | Meer afbeeldingen                                                                           |
| Kasteel Duivenvoorde: Boogbrug achterzijde kasteel | Tuin, park en plantsoen   | derde of vierde kwart 19e eeuw                            |                                  | Laan van Duivenvoorde bij 4                                                                                         | 52° 6' 41" NB, 4° 25' 3" OL  | 46977  | Meer afbeeldingen                                                                           |
| Kasteel Duivenvoorde: Park met wandelpaden | Tuin, park en plantsoen   | ca. 1840                                                  |                                  | Laan van Duivenvoorde/Veurseweg                                                                                     | 52° 6' 41" NB, 4° 25' 28" OL | 46978  | Meer afbeeldingen                                                                           |
| Kasteel Duivenvoorde: Hoofdinrijhek | Erfscheiding              | 18e eeuw                                                  |                                  | Laan van Duivenvoorde/Veurseweg                                                                                     | 52° 6' 41" NB, 4° 25' 27" OL | 46979  | Meer afbeeldingen                                                                           |
| Kasteel Duivenvoorde: Jagershuis | Bijgebouwen kastelen enz. | 1879                                                      |                                  | Laan van Duivenvoorde 1                                                                                             | 52° 6' 39" NB, 4° 25' 15" OL | 46980  | Meer afbeeldingen                                                                           |
| Kasteel Duivenvoorde: Tuinmuren Leidse tuin | Erfscheiding              | derde of vierde kwart 19e eeuw                            |                                  | Laan van Duivenvoorde nabij 1                                                                                       | 52° 6' 39" NB, 4° 25' 15" OL | 46981  | Meer afbeeldingen                                                                           |
| Kasteel Duivenvoorde: Hek in de noordelijke tuinmuur van de Leidse tuin                                                                                 | Erfscheiding              | derde of kwart kwart 19e eeuw                             |                                  | Laan van Duivenvoorde nabij 1                                                                                       | 52° 6' 39" NB, 4° 25' 15" OL | 46982  | Meer afbeeldingen                                                                           |
| Kasteel Duivenvoorde: Botenhuis | Opslag                    | 19e eeuw                                                  |                                  | Laan van Duivenvoorde nabij 1                                                                                       | 52° 6' 41" NB, 4° 25' 14" OL | 46983  | Meer afbeeldingen                                                                           |
| Kasteel Duivenvoorde: Brug over de ringsloot | Tuin, park en plantsoen   | eerste kwart 18e eeuw                                     |                                  | Laan van Duivenvoorde nabij 1                                                                                       | 52° 6' 33" NB, 4° 25' 26" OL | 46984  | Meer afbeeldingen                                                                           |
| Zuidhoeve | Boerderij                 | 16e eeuw 1952 (verbouwing)                                |                                  | Veurseweg 290 | 52° 6' 41" NB, 4° 25' 28" OL | 46985  | Zuidhoeve                                                                                   |
| Kasteel Duivenvoorde: Bouwhuis | Dienstwoning              | eerste kwart 18e eeuw                                     |                                  | Laan van Duivenvoorde 3                                                                                             | 52° 6' 39" NB, 4° 25' 8" OL  | 46986  | Meer afbeeldingen                                                                           |
| Kasteel Duivenvoorde: Muur van de voormalige moestuin                                                                                                   | Erfscheiding              | 19e eeuw                                                  |                                  | Laan van Duivenvoorde nabij 2                                                                                       | 52° 6' 43" NB, 4° 25' 9" OL  | 46987  | Meer afbeeldingen                                                                           |
| Kasteel Duivenvoorde: Omheining van de voormalige moestuin                                                                                              | Tuin, park en plantsoen   | 19e eeuw                                                  |                                  | Laan van Duivenvoorde nabij 2                                                                                       | 52° 6' 44" NB, 4° 25' 7" OL  | 46988  | Meer afbeeldingen                                                                           |
| Kasteel Duivenvoorde: Zuiderhek van de voormalige moestuin                                                                                              | Erfscheiding              | 18e eeuw                                                  |                                  | Laan van Duivenvoorde nabij 2                                                                                       | 52° 6' 44" NB, 4° 25' 7" OL  | 46989  | Upload foto                                                                                 |
| Kasteel Duivenvoorde: Oosterhek van de voormalige moestuin                                                                                              | Erfscheiding              | 18e eeuw                                                  |                                  | Laan van Duivenvoorde nabij 2                                                                                       | 52° 6' 44" NB, 4° 25' 7" OL  | 46990  | Meer afbeeldingen                                                                           |
| Kasteel Duivenvoorde:Stal en koetshuis | Bijgebouwen kastelen enz. | 18e eeuw                                                  |                                  | Laan van Duivenvoorde nabij 2                                                                                       | 52° 6' 44" NB, 4° 25' 7" OL  | 46991  | Meer afbeeldingen                                                                           |
| Kasteel Duivenvoorde: Achtermuur van een voormalige kas                                                                                                 | Grensafbakening           | 1842                                                      |                                  | Laan van Duivenvoorde nabij 2                                                                                       | 52° 6' 44" NB, 4° 25' 7" OL  | 46992  | Upload foto                                                                                 |
| Kasteel Duivenvoorde: Tuinmanswoning | Woonhuis                  | 18e/19e eeuw                                              |                                  | Laan van Duivenvoorde nabij 2                                                                                       | 52° 6' 44" NB, 4° 25' 7" OL  | 46994  | Meer afbeeldingen                                                                           |
| Kasteel Duivenvoorde: Bijgebouwen ten oosten van de tuinmanswoning                                                                                      | Tuin, park en plantsoen   | 19e eeuw                                                  |                                  | Laan van Duivenvoorde nabij 2                                                                                       | 52° 6' 43" NB, 4° 25' 9" OL  | 46995  | Meer afbeeldingen                                                                           |
| Kasteel Duivenvoorde: Brug over de vijver | Tuin, park en plantsoen   | Ca. 1839                                                  |                                  | Laan van Duivenvoorde nabij 4                                                                                       | 52° 6' 41" NB, 4° 25' 3" OL  | 46996  | Meer afbeeldingen                                                                           |
| Kasteel Duivenvoorde: Vlotbrug over de vijver | Tuin, park en plantsoen   | Ca. 1840                                                  |                                  | Laan van Duivenvoorde nabij 4                                                                                       | 52° 6' 41" NB, 4° 25' 3" OL  | 46997  | Meer afbeeldingen                                                                           |
| Kasteel Duivenvoorde: Brug over de Dobbewatering | Tuin, park en plantsoen   | 3e/4e kwart 19e eeuw                                      |                                  | Laan van Duivenvoorde nabij 4                                                                                       | 52° 6' 41" NB, 4° 25' 3" OL  | 46998  | Meer afbeeldingen                                                                           |
| Pastorie Sint Laurentius | Kerkelijke dienstwoning   | 1870                                                      | Th. Asseler                      | Leidseweg 102 | 52° 7' 49" NB, 4° 27' 19" OL | 515011 | Pastorie Sint Laurentius                                                                    |
| Toegangshek van het rooms-katholieke kerkcomplex St. Laurentiuskerk                                                                                     | Erfscheiding              | 1800-1825                                                 |                                  | Leidseweg nabij 98                                                                                                  | 52° 7' 48" NB, 4° 27' 21" OL | 515012 | Toegangshek van het rooms-katholieke kerkcomplex St. Laurentiuskerk                         |
| Rietdekkersschuur | Opslag                    | ca. 1867 (herbouwd) 1977 (restauratie) 1988 (restauratie) |                                  | Voorstraat bij 41                                                                                                   | 52° 7' 25" NB, 4° 26' 42" OL | 515014 | Rietdekkersschuur                                                                           |
| Burgemeester Berkhoutpark | Tuin, park en plantsoen   | 1936-1944                                                 |                                  | achter Leidseweg 25;27                                                                                              | 52° 8' 10" NB, 4° 27' 36" OL | 515015 | Burgemeester Berkhoutpark                                                                   |
| De Blauwe Ster | Werk-woonhuis             | ca. 1895                                                  |                                  | Voorstraat 3-5 | 52° 7' 29" NB, 4° 26' 50" OL | 515016 | Meer afbeeldingen                                                                           |
| Het Wapen van Voorschoten | Horeca                    | 1898                                                      |                                  | Voorstraat 16 | 52° 7' 28" NB, 4° 26' 44" OL | 515017 | Het Wapen van Voorschoten                                                                   |
| Ter Horst: jachthuis, deel van Landgoed de Horsten | Kasteel, buitenplaats     | 1863-1876                                                 | J.W.F Mouton                     | Horstlaan 12 | 52° 6' 57" NB, 4° 24' 57" OL | 525373 | Meer afbeeldingen                                                                           |
| Ter Horst: historische tuin- en parkaanleg | Tuin, park en plantsoen   | midden 19de eeuw                                          | C.E.A. Petzold                   | Horstlaan bij 12 | 52° 6' 51" NB, 4° 25' 6" OL  | 525374 | Meer afbeeldingen                                                                           |
| Ter Horst: koetshuis met oranjerie | Bijgebouwen kastelen enz. | 1701                                                      |                                  | Horstlaan 1 | 52° 6' 54" NB, 4° 24' 57" OL | 525448 | Meer afbeeldingen                                                                           |
| Ter Horst: blok van drie dienstwoningen | Bijgebouwen kastelen enz. | eind 17e of begin 18e eeuw                                |                                  | Horstlaan 6 | 52° 6' 59" NB, 4° 25' 3" OL  | 525449 | Meer afbeeldingen                                                                           |
| Ter Horst: dienstwoning | Bijgebouwen kastelen enz. | ca. 1926                                                  |                                  | Horstlaan 2 | 52° 6' 41" NB, 4° 25' 45" OL | 525450 | Meer afbeeldingen                                                                           |
| Ter Horst: toegangshek | Tuin, park en plantsoen   | ca. 1700                                                  |                                  | Horstlaan bij 3 | 52° 6' 50" NB, 4° 24' 48" OL | 525455 | Meer afbeeldingen                                                                           |
| Ter Horst: grenspaal | Tuin, park en plantsoen   | 1840-1860                                                 |                                  | Op de hoek van de Veurseweg en de Horstlaan, is gelegen aan het begin van de oprijlaan naar het koetshuis Ter Horst | 52° 6' 29" NB, 4° 25' 34" OL | 525456 | Meer afbeeldingen                                                                           |
| Ter Horst: grenspaal | Tuin, park en plantsoen   | 1840-1860                                                 |                                  | nabij het toegangshek van de buitenplaats Ter Horst                                                                 | 52° 6' 50" NB, 4° 24' 48" OL | 525457 | Meer afbeeldingen                                                                           |
| Ter Horst: grenspaal | Tuin, park en plantsoen   | 1840-1860                                                 |                                  | nabij de omgrachting van het jachthuis Ter Horst                                                                    | 52° 6' 57" NB, 4° 24' 57" OL | 525458 | Upload foto                                                                                 |
| Ter Horst: tuinmuur met hekpijkers | Tuin, park en plantsoen   | 18e eeuw                                                  |                                  | Horstlaan bij 12 | 52° 6' 57" NB, 4° 24' 57" OL | 525459 | Meer afbeeldingen                                                                           |
| Ter Horst: (water)pomp | Tuin, park en plantsoen   | ca. 1700                                                  |                                  | Horstlaan bij 12 | 52° 6' 57" NB, 4° 24' 57" OL | 525460 | Meer afbeeldingen                                                                           |
| Ter Horst: brug | Tuin, park en plantsoen   | 1860-1900                                                 |                                  | Horstlaan bij 12 | 52° 6' 57" NB, 4° 24' 57" OL | 525461 | Ter Horst: brug                                                                             |
| Ter Horst: brug | Tuin, park en plantsoen   | 1840-1860                                                 | C.E.A. Petzold                   | Horstlaan bij 12 | 52° 6' 57" NB, 4° 24' 57" OL | 525462 | Meer afbeeldingen                                                                           |
| Ter Horst: tuinornamenten | Tuin, park en plantsoen   | 17e of 18e eeuw                                           |                                  | Horstlaan bij 12 | 52° 6' 57" NB, 4° 24' 57" OL | 525463 | Upload foto                                                                                 |
| Ter Horst: zomerhuis | Bijgebouwen kastelen enz. | 18e/19e eeuw                                              |                                  | Horstlaan bij 14 | 52° 7' 3" NB, 4° 24' 39" OL  | 525464 | Meer afbeeldingen                                                                           |

Alblasserdam ·
Albrandswaard ·
Alphen aan den Rijn ·
Barendrecht ·
Bodegraven-Reeuwijk ·
Capelle aan den IJssel ·
Delft ·
Den Haag ·
Dordrecht ·
Goeree-Overflakkee ·
Gorinchem ·
Gouda ·
Hardinxveld-Giessendam ·
Hendrik-Ido-Ambacht ·
Hillegom ·
Hoeksche Waard‎ ·
Kaag en Braassem ·
Katwijk ·
Krimpen aan den IJssel ·
Krimpenerwaard ·
Lansingerland ·
Leiden ·
Leiderdorp ·
Leidschendam-Voorburg ·
Lisse ·
Maassluis ·
Midden-Delfland ·
Molenlanden ·
Nieuwkoop ·
Nissewaard ·
Noordwijk ·
Oegstgeest ·
Papendrecht ·
Pijnacker-Nootdorp ·
Ridderkerk ·
Rijswijk ·
Rotterdam ·
Schiedam ·
Sliedrecht ·
Teylingen ·
Vlaardingen ·
Voorne aan Zee ·
Voorschoten ·
Waddinxveen ·
Wassenaar ·
Westland ·
Zoetermeer ·
Zoeterwoude ·
Zuidplas ·
Zwijndrecht